# Баффало Білл
Баффало Білл , Вільям Фредерік Коді на прізвисько Буффало Білл (або Баффало Білл; William Frederick «Buffalo Bill» Cody, 26 лютого 1846 округ Скотт — 10 січня 1917, Денвер) — американський військовий, підприємець, антрепренер і шоумен.

## Біографія
Популярність Баффало Біллу принесли популярні видовища «Дикий Захід», що відтворювали картини з побуту індіанців і ковбоїв (військові танці, родео, змагання у стрільбі і т. ін.). До участі в цих шоу Баффало Білл залучив багатьох справжніх ковбоїв та індіанців (серед яких був легендарний вождь Сидячий Бик). З виставами «Дикого Заходу» Баффало Білл об'їздив усю Америку, а також відвідував Європу в 1880-1900-і рр., створивши в масовій культурі стійкі класичні образи.
У січні 1872 року Баффало Білл приймав великого князя Олексія Олександровича на королівському полюванні під час його візиту до Америки.
У червні 1887 року поставив виставу в Лондоні на святкуванні з нагоди пятдесятиріччя сходження на трон королеви Вікторії.
Відомий завдяки вбивствам декількох тисяч бізонів у період їх масового винищення в США і одного індіанця — шеєна Жовта Рука, якого він переміг у відомому протистоянні на Варбонет Крік в 1876 році.

## Прізвисько
Вільям Коді отримав прізвисько Баффало Білл після того, як підписав контракт, за яким зобов'язався забезпечити робітників Канзаської і Тихоокеанської залізничних компаній м'ясом бізонів. За вісімнадцять місяців (1867—1868) Коді вбив 4280 бізонів.